# Johann Dirmeier
 Johann Dirmeier (* 6. Dezember 1852 in Schildorn, Oberösterreich; † 9. Jänner 1936 ebenda) war ein österreichischer Landwirt und christlichsozialer Politiker.

## Leben
Der Bauernsohn heiratete 1877 und bewirtschaftete das Buchfinkengut in Schildorn. Er war 22 Jahre lang Gemeindesekretär und zwischen 1893 und 1905 Bürgermeister. Die Gemeinde Schildorn ernannte ihn zum Ehrenbürger. Privat beschäftigte er sich mit Malerei und Schnitzerei und hatte auch gute Kenntnisse in der Grundvermessung. 

## Wirken
Zwischen 1902 und 1919 war er für die Christlichsoziale Partei Mitglied des Oberösterreichischen Landtages, von 1913 bis 1918 auch Mitglied des Landesausschusses; 1918/1919 war er Mitglied der Provisorischen Landesversammlung Oberösterreich.